# Gregor Schneider
Gregor Schneider (ur. 5 kwietnia 1969 in Rheydt) – niemiecki artysta, specjalizujący się w aranżacji pomieszczeń. Nagrodzony w 2001 roku "Złotym Lwem" za pracę Totes Haus u r dla niemieckiego Pawilonu.

## Życiorys
W latach 1989-1992 studiował na Akademii Sztuk w Düsseldorfie, na Akademii Sztuk w Münster oraz na Akademii Sztuk Pięknych w Hamburgu. Następnie, w latach 1999 - 2003, jako profesor pracował na De Ateliers w Amsterdamie, na Uniwersytecie Sztuk Pięknych w Hamburgu i na Królewskiej Duńskiej Akademii Sztuk Pięknych w Kopenhadze. W 2009 roku został powołany na profesora na kierunku rzeźbiarstwa na Akademii Sztuk Pięknych w Berlinie a od 2012 roku na Akademii Sztuk Pięknych w Monachium.
Pierwszą jego indywidualną wystawą była „Pubertäre Verstimmung“ w Galerii Kontrast w Mönchengladbach w wieku 16 lat. Gregor Schneider od początku 1990 roku pracuje z pomieszczeniami w galeriach i muzeach, które interpretuje jako trójwymiarowe rzeźby, do których odwiedzający może wejść. Jednocześnie powoduje, że istniejące pomieszczenia muzealne zanikają, stają się niedostępne dla odwiedzającego. W 1985 roku zaczął przebudowywać pokoje w jednym z wielorodzinnych domów w Rheydt (NRW, Niemcy), któremu z czasem nadał nazwę „Haus u r“.

### „Haus u r“

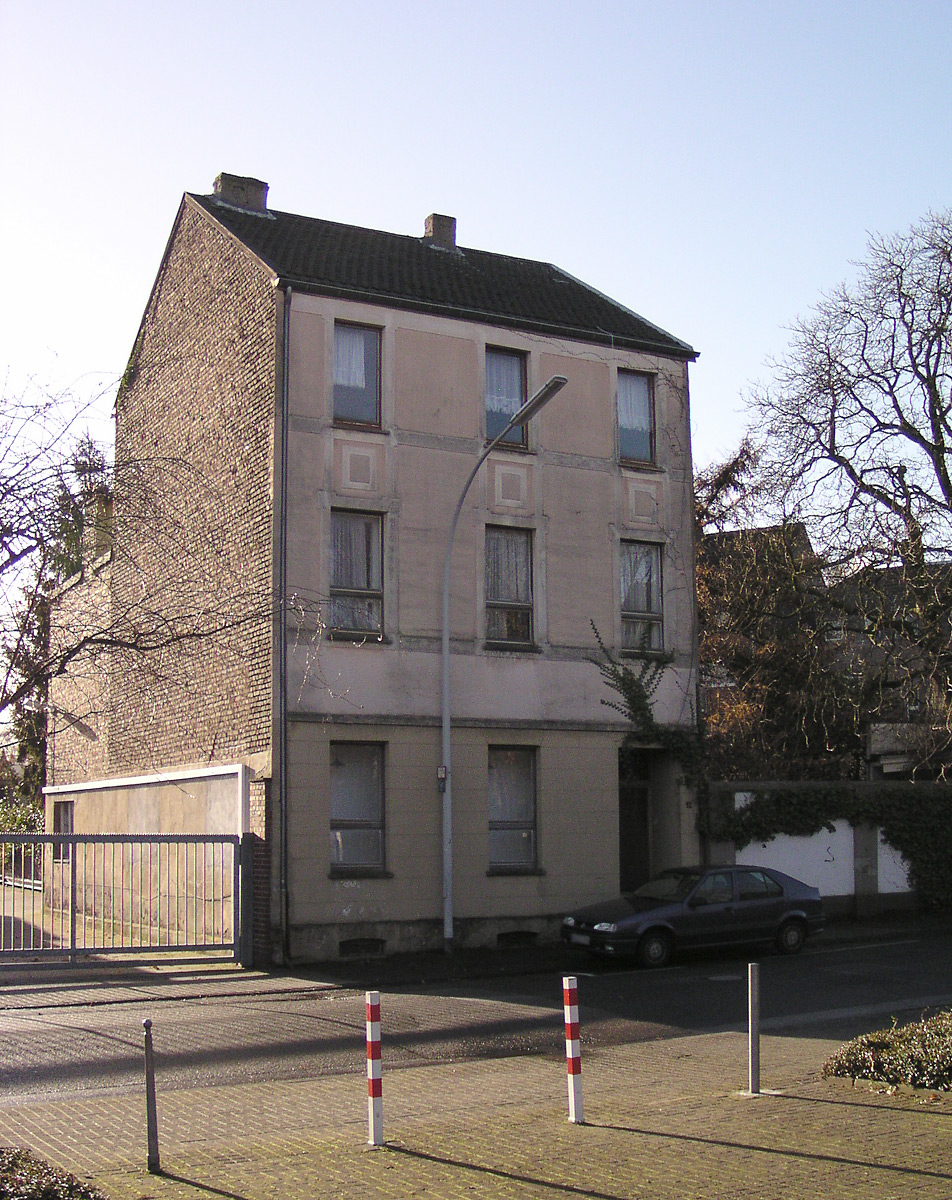
Haus u r przy ulicy Unterheydener Straße w Mönchengladbach-Rheydt

Dom przy ulicy Unterheydener Straße w Mönchengladbach–Rheydt - „u r“ oznacza Unterheydener Straße a Rheydt- jest nieprzerwanie od 1985 roku przebudowywany. Gregor Schneider powiela istniejące już pomieszczenia poprzez wbudowywanie w nie kolejne pomieszczenia składające się z podłóg, ścian i sufitów. W ten sposób powstaje pomieszczenie w pomieszczeniu. Ponadto, za pomocą specjalnych silników, wprowadza poszczególne ściany czy też całe pokoje w niezauważalny ruch przez co niektóre pomieszczenia są odizolowane lub niedostępne. Dnie i noce były symulowane za pomocą lamp zamontowanych poza pomieszczeniami.

Aby móc rozróżnić powstałe pomieszczenia, zostały one sukcesywnie ponumerowane (u r 1 - ). Na początku na wzorzec posłużyły wszystkie części domu: sypialnia, pokój do picia kawy, pomieszczenie gospodarcze, kuchnia, przedpokój oraz piwnica. Osoby, które od 1980 roku odwiedziły Haus u r, relacjonowały o przerażających przeżyciach.

## Wybrane wystawy i projekty
- 1985 Pubertäre Verstimmung, Galerie Kontrast, Mönchengladbach
- 1985 – do dzisiaj Haus u r, Rheydt
- 1994 Drei Arbeiten, Museum Haus Lange, Krefeld
- 1996 Gregor Schneider, Kunsthalle Bern
- 1996 Gregor Schneider, Künstlerhaus Stuttgart
- 1997 Totes Haus u r 1985–1997, Rheydt, Kunsthalle Frankfurt a. M., Frankfurt nad Menem
- 1998 Puff, Städtisches Museum Abteiberg, Mönchengladbach
- 1998 La maison morte u r 1985–1998, Musee d'Art Moderne de la Ville de Paris, Paryż
- 1998 haus u r, Rheydt, Aarhus Kunst Museum, Dania
- 1999 53rd Carnegie International, Carnegie Museum of Art, Pittsburgh, Pennsylvania
- 1999 schlafen, Kabinett für aktuelle Kunst, Bremerhaven
- 1999 Totes Haus, Rheydt, Kunsthalle Bremerhaven
- 2000 Hannelore Reuen Alte Hausschlampe, Fundacja Galerii Foksal, Warszawa
- 2000 Keller, Wiener Secession, Wiedeń
- 2000 Alte Hausschlampe, Museum Haus Esters, Krefeld
- 2000 Apocalypse, Beauty and Horror in Contemporary Art, Royal Academy of Art, Londyn
- 2000 Death House u r, Douglas Hyde Gallery, Dublin
- 2001 Totes Haus u r, 49. Biennale w Wenecji, Wenecja
- 2001 N. Schmidt, Kabinett für aktuelle Kunst, Bremerhaven
- 2002 Haus u r, Stiftung DKM, Duisburg
- 2002 Fotografie und Skulptur, Museum für Gegenwartskunst, Siegen
- 2003 Gregor Schneider. Hannelore Reuen, Hamburger Kunsthalle, Hamburg
- 2003 My Private #1, via Pasteur 21, Milano
- 2003 Death House u r, Museum of Contemporary Art Los Angeles, California
- 2003 Gregor Schneider, Aspen Art Museum
- 2004 Die Familie Schneider, Artangel London, Londyn
- 2005 28. August 2005 - , Kabinett Für Aktuelle Kunst Bremerhaven, Bremerhaven
- 2006 Totalschaden, Bonner Kunstverein, Bonn
- 2006 4538KM, MDD Museum Dhont-Dhaenens, Deurle,
- 2006 My Private escaped from italy, Centre international d'art et du paysage de L'ile Vassiviere, Ile de vassiviere
- 2006 26. November 2006, Fondazione Morra Greco, Neapol
- 2007 Gregor Schneider, Milwaukee art Museum, Milwaukee
- 2007 WEISSE FOLTER, K20K21 Kunstsammlung Nordrhein-Westfalen, Düsseldorf
- 2008 süßer duft, La Maison Rouge, Paryż
- 2008 Gregor Schneider. Doublings, Museum Franz Gertsch, Burgdorf BE
- 2008 CUBE VENICE - Design and conception, Fondazione Bevilacqua La Masa, Venezia
- 2008 END, Museum Abteiberg, Mönchengladbach
- 2009 Garage 2009. Museum Abteiberg, Mönchengladbach[3]
- 2010 Gregor Schneider - Marienstraße, Peill Prize, Leopold-Hoesch-Museum, Düren
- 2011 Punto Muerto, Centro de Arte 2 de Mayo, Madrid
- 2011 Sterberaum, Kunstraum Innsbruck, Innsbruck
- 2014 Gregor Schneider. Hauptstraße 85 a, Synagoge Stommeln, Pulheim
- 2014 Neuerburgstrasse 21, Schauspiel Köln, Köln
- 2014 Kunstmuseum, Kunstmuseum Bochum, Bochum
- 2014 Liebeslaube, Volksbühne Berlin, Berlin
- 2014 it's all Rheydt, Gallery Wako Works of Art, Tokyo
- 2014 Die Familie Schneider, Konrad Fischer Galerie, Berlin
- 2014 unsubscribe, Zachęta - Narodowa Galeria Sztuki, Warszawa
- 2014 unsubscribe, Volksbühne Berlin, Berlin

## Stypendia i nagrody
- 1995 Förderpreis des Landes Nordrhein-Westfalen für Bildende Kunst
- 1995 Werkstipendium der Stiftung Kunstfonds, Bonn
- 1995 Werkstipendium der Stiftung Kunst und Kultur, NRW
- 1996 Projektförderung Institut für Auslandsbeziehungen, Stuttgart
- 1996 Karl Schmidt-Rottluff Stipendium
- 1996 Peter Mertes Award, Bonner Kunstverein
- 1996 Dorothea von Stetten Kunstpreis
- 1997 Förderpreis der Alfried Krupp von Bohlen und Halbach-Stiftung
- 1998/99 Kunststipendium Bremerhaven
- 1999 Kunststipendium Villa Romana, Florenz
- 2001 Goldener Löwe, Biennale Venedig
- 2002 1. Preis des Papier-Kunst-Preises des Verband Deutscher Papierfabriken VDP
- 2006 Best Exhibition Of The Year, Contemporary Art in Belgium 2006
- 2008 Preis der Günther-Peill-Stiftung
- 2011 Förderpreis Bambi LTD, Israel
- 2011 Special Jury Award vom Star Ananda, bengalisches Fernsehen, Indien
- 2013 Einer der sechs Finalisten des International Award for Public Art (IAPA), Shanghai, China
- 2014 Children's Choice Awards: "Best of the Best"
- 2014 Wilhelm-Loth-Preis, Darmstadt
- 2014 AICA Prize

## Literatura
- Gregor Schneider, Udo Kittelmann: Gregor Schneider, Totes Haus Ur, La Biennale di Venezia, 2001, Hatje Cantz Verlag, 2002, ISBN 2-7028-9292-2
- Gregor Schneider: Die Familie Schneider, Steidl Göttingen, 2006, ISBN 3-86521-236-0
- Gregor Schneider: Cubes: Art in the Age of Global Terrorism Gva-Vertriebsgemeinschaft, 2006, ISBN 88-8158-580-4
- Kunstforum International (Plateau der Menschheit), Nr. 156, August bis Oktober 2001. S. 288 und 305.

## Strony internetowe
- Strona domowa Gregora Schneidera